# Шульгин, Александр Михайлович
Александр Михайлович Шульгин — советский хозяйственный деятель, полный кавалер ордена Трудовой Славы.

## Биография
Родился в 1948 году. Член КПСС.
Окончил Харьковское железнодорожное училище.
В 1966—1991 годах — токарь, заместитель партгрупорга колесного цеха электровозного депо «Октябрь», нештатный секретарь дорпрофсожа Южной железной дороги в городе Харькове.
Указами Президиума Верховного Совета СССР от 21 апреля 1975 года и 2 апреля 1981 года соответственно за досрочное выполнение социалистических обязательств награждён орденами Трудовой Славы III и II степеней.
Указом Президиума Верховного Совета СССР от 17 октября 1985 года награждён орденом Трудовой Славы I степени, став полным кавалером ордена Трудовой Славы.
Делегат XXVII съезда КПСС.
Жил в Харькове.